# Groupe Carrefour
Groupe Carrefour är Frankrikes största börsnoterade bolag inom detaljhandeln, och världens näst största efter amerikanska Wal-Mart.
Carrefour har omkring 500 000 anställda och en omsättning 2009 på uppemot 1 000 miljarder kronor. Företaget är världens näst största detaljhandelsföretag efter Wal-Mart. Det är Frankrikes största arbetsgivare och den sjunde största i världen. Verkställande direktör blev i januari 2009 svensken Lars Olofsson som efterträddes 2012 av Georges Plassat.

## Kedjor som ingår

### Stormarknad
- Carrefour
- Atacadão

### Snabbköp
- Carrefour Bairro
- Carrefour Express
- Champion
- Champion Mapinomovaoe
- Globi
- GB Supermarkets
- GS
- Norte
- Gima

### Lågprisvaruhus
- Dia
- Ed
- Minipreço

### Närbutiker
- 5 minutes
- 8 a HuiT
- Marche Plus
- Proxi
- Sherpa
- Dìperdì
- Smile Market
- Ok!
- Contact GB
- GB Express
- Shopi

## Slogan
- 1988–2003 : Med Carrefour , jag ār positiv
- 2003–2007 : Energy Wise
- 2007–2009 : Den kvalitet för alla.
- 2009–2010 : Den positiva avkastningen
- 2010–2011 : Från positiv varje dag
- Sedan 2012 : Låga priser, självförtroende och mer